# Saison 2016-2017 des Suns de Phoenix
La saison 2016-2017 des Suns de Phoenix est la 49e saison de la franchise en National Basketball Association (NBA).

## Draft
| Tour | Choix | Joueur          | Poste  | Nationalité | Provenance            |
| ---- | ----- | --------------- | ------ | ----------- | --------------------- |
| 1    | 4     | Dragan Bender   | PF / C | Croatie     | Maccabi Tel-Aviv      |
| 1    | 8     | Marquese Chriss | PF     | États-Unis  | Huskies de Washington |
| 2    | 34    | Tyler Ulis      | PG     | États-Unis  | Wildcats du Kentucky  |

## Matchs

### Summer League
| Summer League Total: 4-2 |

| Match | Date match | Équipe    | Score   | Meilleur marqueur  | Meilleur rebondeur   | Meilleur passeur | Lieux Spectateurs    | Série |
| ----- | ---------- | --------- | ------- | ------------------ | -------------------- | ---------------- | -------------------- | ----- |
| 1     | 9 juillet  | Portland  | V 86-73 | Devin Booker (28)  | Alan Williams (12)   | Tyler Ulis (7)   | Cox Pavilion         | 1 - 0 |
| 2     | 10 juillet | Boston    | V 87-74 | Devin Booker (24)  | Marquese Chriss (14) | Devin Booker (7) | Thomas & Mack Center | 2 - 0 |
| 3     | 12 juillet | Miami     | D 71-80 | Alan Williams (18) | Alan Williams (10)   | Tyler Ulis (7)   | Thomas & Mack Center | 2 - 1 |
| 4     | 14 juillet | Miami     | V 77-74 | Tyler Ulis (20)    | Alan Williams (11)   | Tyler Ulis (8)   | Thomas & Mack Center | 3 - 1 |
| 5     | 16 juillet | Denver    | V 82-81 | Troy Williams (22) | Alan Williams (16)   | Tyler Ulis (4)   | Thomas & Mack Center | 4 - 1 |
| 6     | 17 juillet | Minnesota | D 83-93 | Troy Williams (24) | Alan Williams (6)    | Tyler Ulis (7)   | Thomas & Mack Center | 4 - 2 |

### Pré-saison
| Pré-saison Total: 4-2 (Domicile : 2-1 ; Extérieur : 2-1) |

| Match | Date match | Équipe        | Score     | Meilleur marqueur    | Meilleur rebondeur   | Meilleur passeur   | Lieux Spectateurs               | Série |
| ----- | ---------- | ------------- | --------- | -------------------- | -------------------- | ------------------ | ------------------------------- | ----- |
| 1     | 3 octobre  | San Antonio   | V 91-86   | Devin Booker (19)    | Tyson Chandler (8)   | Eric Bledsoe (4)   | Talking Stick Resort Arena 8076 | 1 - 0 |
| 2     | 5 octobre  | Utah          | D 99-104  | Brandon Knight (17)  | Williams, Chriss (8) | Eric Bledsoe (4)   | Talking Stick Resort Arena      | 1 - 1 |
| 3     | 7 octobre  | @ Portland    | D 110-115 | Devin Booker (34)    | Warren, Chriss (8)   | Eric Bledsoe (7)   | Moda Center                     | 1 - 2 |
| 4     | 12 octobre | @ Utah        | V 111-110 | Devin Booker (20)    | Trois joueurs (7)    | Quatre joueurs (3) | Vivint Smart Home Arena         | 2 - 2 |
| 5     | 14 octobre | Dallas        | V 112-107 | Chriss, Bledsoe (17) | Alan Williams (9)    | Eric Bledsoe (7)   | Talking Stick Resort Arena      | 3 - 2 |
| 6     | 21 octobre | @ L.A. Lakers | V 98-94   | Alex Len (16)        | Tyson Chandler (11)  | Brandon Knight (5) | Honda Center                    | 4 - 2 |

### Saison régulière
| Saison régulière Total: 24-58 (Domicile : 15-25 ; Extérieur : 9-33) |

| Match | Date match | Équipe           | Score          | Meilleur marqueur   | Meilleur rebondeur  | Meilleur passeur    | Lieux Spectateurs          | Série |
| ----- | ---------- | ---------------- | -------------- | ------------------- | ------------------- | ------------------- | -------------------------- | ----- |
| 1     | 26 octobre | Sacramento       | D 94-113       | Devin Booker (18)   | Tyson Chandler (10) | Bledsoe, Knight (5) | Talking Stick Resort Arena | 0 - 1 |
| 2     | 28 octobre | @ Oklahoma City  | D 110-113 (OT) | T. J. Warren (30)   | Tyson Chandler (10) | Eric Bledsoe (6)    | Chesapeake Energy Arena    | 0 - 2 |
| 3     | 30 octobre | Golden State     | D 100-106      | T.J. Warren (26)    | Tyson Chandler (18) | Eric Bledsoe (6)    | Talking Stick Resort Arena | 0 - 3 |
| 4     | 31 octobre | @ L. A. Clippers | D 98-116       | Brandon Knight (18) | Eric Bledsoe (8)    | Tyler Ulis (6)      | Staples Center             | 0 - 4 |

| Match | Date match  | Équipe                | Score          | Meilleur marqueur    | Meilleur rebondeur  | Meilleur passeur    | Lieux Spectateurs          | Série  |
| ----- | ----------- | --------------------- | -------------- | -------------------- | ------------------- | ------------------- | -------------------------- | ------ |
| 5     | 2 novembre  | Portland              | V 118-115 (OT) | T.J. Warren (27)     | Tyson Chandler (18) | Eric Bledsoe (4)    | Talking Stick Resort Arena | 1 - 4  |
| 6     | 4 novembre  | @ La Nouvelle-Orléans | V 112-111 (OT) | Devin Booker (38)    | Tyson Chandler (18) | Eric Bledsoe (4)    | Smoothie King Center       | 2 - 4  |
| 7     | 6 novembre  | @ L. A. Lakers        | D 108-119      | Devin Booker (39)    | Tyson Chandler (12) | Devin Booker (7)    | Staples Center             | 2 - 5  |
| 8     | 8 novembre  | @ Portland            | D 121-124      | Eric Bledsoe (31)    | Len, Tucker (9)     | Brandon Knight (6)  | Moda Center                | 2 - 6  |
| 9     | 9 novembre  | Détroit               | V 107-100      | Eric Bledsoe (21)    | Alex Len (14)       | Eric Bledsoe (8)    | Talking Stick Resort Arena | 3 - 6  |
| 10    | 12 novembre | Brooklyn              | D 104-122      | T.J. Warren (18)     | Alex Len (11)       | Eric Bledsoe (8)    | Talking Stick Resort Arena | 3 - 7  |
| 11    | 13 novembre | @ Golden State        | D 120-133      | Warren, Bledsoe (20) | P. J. Tucker (20)   | Bledsoe, Dudley (5) | Oracle Arena               | 3 - 8  |
| 12    | 16 novembre | @ Denver              | D 104-120      | Brandon Knight (32)  | P. J. Tucker (8)    | Eric Bledsoe (5)    | Pepsi Center               | 3 - 9  |
| 13    | 18 novembre | @ Indiana             | V 116-96       | Brandon Knight (17)  | Alan Williams (15)  | Jared Dudley (6)    | Bankers Life Fieldhouse    | 4 - 9  |
| 14    | 19 novembre | @ Philadelphie        | D 105-120      | Eric Bledsoe (27)    | Alan Williams (11)  | Eric Bledsoe (6)    | Wells Fargo Center         | 4 - 10 |
| 15    | 21 novembre | @ Washington          | D 101-106      | Devin Booker (30)    | Alex Len (10)       | Eric Bledsoe (6)    | Verizon Center             | 4 - 11 |
| 16    | 23 novembre | @ Orlando             | V 92-87        | Alex Len (17)        | Alex Len (12)       | Eric Bledsoe (5)    | Amway Center               | 5 - 11 |
| 17    | 25 novembre | Minnesota             | D 85-98        | Eric Bledsoe (23)    | Alex Len (11)       | Eric Bledsoe (10)   | Talking Stick Resort Arena | 5 - 12 |
| 18    | 27 novembre | Denver                | D 114-120      | Eric Bledsoe (35)    | Tyson Chandler (15) | Eric Bledsoe (6)    | Talking Stick Resort Arena | 5 - 13 |
| 19    | 30 novembre | Atlanta               | V 109-107      | Brandon Knight (23)  | Chandler, Len (9)   | Booker, Bledsoe (4) | Talking Stick Resort Arena | 6 - 13 |

| Match | Date match  | Équipe           | Score          | Meilleur marqueur | Meilleur rebondeur  | Meilleur passeur    | Lieux Spectateurs          | Série   |
| ----- | ----------- | ---------------- | -------------- | ----------------- | ------------------- | ------------------- | -------------------------- | ------- |
| 20    | 3 décembre  | @ Golden State   | D 109-138      | Eric Bledsoe (27) | Tyson Chandler (9)  | Devin Booker (5)    | Oracle Arena               | 6 - 14  |
| 21    | 6 décembre  | @ Utah           | D 105-112      | Devin Booker (21) | Knight, Dudley (7)  | Brandon Knight (5)  | Vivint Smart Home Arena    | 6 - 15  |
| 22    | 7 décembre  | Indiana          | D 94-109       | Eric Bledsoe (15) | Tyson Chandler (10) | Devin Booker (5)    | Talking Stick Resort Arena | 6 - 16  |
| 23    | 9 décembre  | @ L. A. Lakers   | V 119-115      | Eric Bledsoe (30) | Alex Len (13)       | Eric Bledsoe (9)    | Staples Center             | 7 - 16  |
| 24    | 11 décembre | Nouvelle-Orléans | D 119-120 (OT) | Eric Bledsoe (32) | Tyson Chandler (21) | Eric Bledsoe (8)    | Talking Stick Resort Arena | 7 - 17  |
| 25    | 13 décembre | New York         | V 113-111 (OT) | Eric Bledsoe (31) | Tyson Chandler (23) | Eric Bledsoe (8)    | Talking Stick Resort Arena | 8 - 17  |
| 26    | 15 décembre | San Antonio      | D 92-107       | Devin Booker (17) | Tyson Chandler (8)  | Booker, Bledsoe (5) | Talking Stick Resort Arena | 8 - 18  |
| 27    | 17 novembre | @ Oklahoma City  | D 101-114      | Devin Booker (31) | Tyson Chandler (9)  | Devin Booker (5)    | Chesapeake Energy Arena    | 8 - 19  |
| 28    | 19 décembre | @ Minnesota      | D 108-115      | Eric Bledsoe (27) | Tyson Chandler (12) | Brandon Knight (4)  | Target Center              | 8 - 20  |
| 29    | 21 décembre | Houston          | D 111-125      | Devin Booker (28) | Trois joueurs (6)   | Devin Booker (7)    | Talking Stick Resort Arena | 8 - 21  |
| 30    | 23 décembre | Philadelphie     | V 123-116      | Eric Bledsoe (24) | Tyson Chandler (12) | Eric Bledsoe (11)   | Talking Stick Resort Arena | 9 - 21  |
| 31    | 26 décembre | @ Houston        | D 115-131      | Eric Bledsoe (24) | Dragan Bender (13)  | Booker, Bledsoe (4) | Toyota Center              | 9 - 22  |
| 32    | 28 décembre | @ San Antonio    | D 98-119       | T.J. Warren (23)  | Tyson Chandler (7)  | Brandon Knight (5)  | AT&T Center                | 9 - 23  |
| 33    | 29 décembre | Toronto          | V 99-91        | Eric Bledsoe (22) | Tyson Chandler (13) | Eric Bledsoe (10)   | Talking Stick Resort Arena | 10 - 23 |
| 34    | 31 décembre | @ Utah           | D 86-91        | Devin Booker (20) | Tyson Chandler (11) | Eric Bledsoe (8)    | Vivint Smart Home Arena    | 10 - 24 |

| Match | Date match | Équipe           | Score     | Meilleur marqueur      | Meilleur rebondeur  | Meilleur passeur  | Lieux Spectateurs               | Série   |
| ----- | ---------- | ---------------- | --------- | ---------------------- | ------------------- | ----------------- | ------------------------------- | ------- |
| 35    | 2 janvier  | @ L. A. Clippers | D 98-109  | T. J. Warren (24)      | P. J. Tucker (12)   | Eric Bledsoe (9)  | Staples Center                  | 10 - 25 |
| 36    | 3 janvier  | Miami            | V 99-90   | Devin Booker (27)      | Tyson Chandler (20) | Eric Bledsoe (7)  | Talking Stick Resort Arena      | 11 - 25 |
| 37    | 5 janvier  | @ Dallas         | V 102-95  | Eric Bledsoe (26)      | Tyson Chandler (18) | Eric Bledsoe (7)  | American Airlines Center        | 12 - 25 |
| 38    | 8 janvier  | Cleveland        | D 116-120 | Eric Bledsoe (31)      | Tyson Chandler (15) | Eric Bledsoe (8)  | Talking Stick Resort Arena      | 12 - 26 |
| 39    | 12 janvier | Dallas           | D 108-113 | Devin Booker (39)      | Tyson Chandler (19) | Eric Bledsoe (5)  | Arena Ciudad de México, Mexique | 12 - 27 |
| 40    | 14 janvier | San Antonio      | V 108-105 | Devin Booker (39)      | Tyson Chandler (15) | Eric Bledsoe (10) | Arena Ciudad de México, Mexique | 13 - 27 |
| 41    | 16 janvier | Utah             | D 101-106 | Eric Bledsoe (31)      | P. J. Tucker (13)   | Eric Bledsoe (9)  | Talking Stick Resort Arena      | 13 - 28 |
| 42    | 19 janvier | @ Cleveland      | D 103-118 | Bledsoe, Chandler (22) | Tyson Chandler (16) | Eric Bledsoe (9)  | Quicken Loans Arena             | 13 - 29 |
| 43    | 21 janvier | @ New York       | V 107-105 | Devin Booker (26)      | Tyson Chandler (16) | Eric Bledsoe (7)  | Madison Square Garden           | 14 - 29 |
| 44    | 22 janvier | @ Toronto        | V 115-103 | Eric Bledsoe (40)      | Len, Tucker (10)    | Eric Bledsoe (13) | Air Canada Centre               | 15 - 29 |
| 45    | 24 janvier | Minnesota        | D 111-112 | Devin Booker (26)      | Tyson Chandler (17) | Eric Bledsoe (7)  | Talking Stick Resort Arena      | 15 - 30 |
| 46    | 26 janvier | @ Denver         | D 120-127 | Eric Bledsoe (28)      | T. J. Warren (8)    | Devin Booker (6)  | Pepsi Center                    | 15 - 31 |
| 47    | 28 janvier | Denver           | D 112-123 | Eric Bledsoe (41)      | Tyson Chandler (13) | Eric Bledsoe (8)  | Talking Stick Resort Arena      | 15 - 32 |
| 48    | 30 janvier | Memphis          | D 96-115  | Devin Booker (22)      | Alex Len (7)        | Eric Bledsoe (4)  | Talking Stick Resort Arena      | 15 - 33 |

| Match               | Date match  | Équipe                | Score          | Meilleur marqueur | Meilleur rebondeur    | Meilleur passeur   | Lieux Spectateurs          | Série   |
| ------------------- | ----------- | --------------------- | -------------- | ----------------- | --------------------- | ------------------ | -------------------------- | ------- |
| 49                  | 1er février | L. A. Clippers        | D 114-124      | Eric Bledsoe (41) | P. J. Tucker (14)     | Eric Bledsoe (8)   | Talking Stick Resort Arena | 15 - 34 |
| 50                  | 3 février   | @ Sacramento          | V 105-103      | Devin Booker (33) | Tyson Chandler (12)   | Eric Bledsoe (4)   | Golden 1 Center            | 16 - 34 |
| 51                  | 4 février   | Milwaukee             | D 112-137      | Devin Booker (31) | Tyson Chandler (13)   | Eric Bledsoe (6)   | Talking Stick Resort Arena | 16 - 35 |
| 52                  | 6 février   | @ La Nouvelle-Orléans | D 106-111      | T. J. Warren (20) | Tyson Chandler (12)   | Brandon Knight (6) | Smoothie King Center       | 16 - 36 |
| 53                  | 8 février   | @ Memphis             | D 91-110       | Devin Booker (20) | Chandler, Tucker (10) | Trois joueurs (3)  | FedExForum                 | 16 - 37 |
| 54                  | 10 février  | Chicago               | V 115-97       | Devin Booker (27) | Alan Williams (11)    | Eric Bledsoe (8)   | Talking Stick Resort Arena | 17 - 37 |
| 55                  | 11 février  | @ Houston             | D 102-133      | Devin Booker (18) | Alex Len (8)          | Tyler Ulis (6)     | Toyota Center              | 17 - 38 |
| 56                  | 13 février  | La Nouvelle-Orléans   | D 108-110      | Eric Bledsoe (37) | P. J. Tucker (16)     | Eric Bledsoe (5)   | Talking Stick Resort Arena | 17 - 39 |
| 57                  | 15 février  | L. A. Lakers          | V 137-101      | Eric Bledsoe (25) | Eric Bledsoe (10)     | Eric Bledsoe (13)  | Talking Stick Resort Arena | 18 - 39 |
| All-Star Break 2017 |             |                       |                |                   |                       |                    |                            |         |
| 58                  | 24 février  | @ Chicago             | D 121-128 (OT) | Devin Booker (27) | T. J. Warren (8)      | Eric Bledsoe (10)  | United Center              | 18 - 40 |
| 59                  | 26 février  | @ Milwaukee           | D 96-100       | T. J. Warren (23) | Alan Williams (15)    | Eric Bledsoe (9)   | BMO Harris Bradley Center  | 18 - 41 |
| 60                  | 28 février  | @ Memphis             | D 112-130      | Eric Bledsoe (20) | Warren, Chriss (6)    | Eric Bledsoe (8)   | FedExForum                 | 18 - 42 |

| Match | Date match | Équipe        | Score     | Meilleur marqueur    | Meilleur rebondeur | Meilleur passeur  | Lieux Spectateurs          | Série   |
| ----- | ---------- | ------------- | --------- | -------------------- | ------------------ | ----------------- | -------------------------- | ------- |
| 61    | 2 mars     | Charlotte     | V 120-103 | Marquese Chriss (17) | Alan Williams (12) | Devin Booker (9)  | Talking Stick Resort Arena | 19 - 42 |
| 62    | 3 mars     | Oklahoma City | V 118-111 | Eric Bledsoe (18)    | Alan Williams (13) | Tyler Ulis (7)    | Talking Stick Resort Arena | 20 - 42 |
| 63    | 5 mars     | Boston        | V 109-106 | Eric Bledsoe (28)    | Alan Williams (15) | Eric Bledsoe (9)  | Talking Stick Resort Arena | 21 - 42 |
| 64    | 7 mars     | Washington    | D 127-131 | Eric Bledsoe (30)    | Alex Len (11)      | Devin Booker (6)  | Talking Stick Resort Arena | 21 - 43 |
| 65    | 9 mars     | L.A. Lakers   | D 110-122 | Devin Booker (23)    | T. J. Warren (13)  | Eric Bledsoe (5)  | Talking Stick Resort Arena | 21 - 44 |
| 66    | 11 mars    | @ Dallas      | V 100-98  | Devin Booker (36)    | Warren, Chriss (8) | Eric Bledsoe (6)  | American Airlines Center   | 22 - 44 |
| 67    | 12 mars    | Portland      | D 101-110 | Devin Booker (28)    | Alan Williams (10) | Tyler Ulis (6)    | Talking Stick Resort Arena | 22 - 45 |
| 68    | 15 mars    | Sacramento    | D 101-107 | T. J. Warren (24)    | Alan Williams (11) | Tyler Ulis (13)   | Talking Stick Resort Arena | 22 - 46 |
| 69    | 17 mars    | Orlando       | D 103-109 | T. J. Warren (26)    | Alex Len (10)      | Tyler Ulis (8)    | Talking Stick Resort Arena | 22 - 47 |
| 70    | 19 mars    | @ Détroit     | D 95-112  | Tyler Ulis (17)      | Alan Williams (12) | Tyler Ulis (11)   | The Palace of Auburn Hills | 22 - 48 |
| 71    | 21 mars    | @ Miami       | D 97-112  | Marquese Chriss (24) | Alex Len (11)      | Tyler Ulis (6)    | American Airlines Arena    | 22 - 49 |
| 72    | 23 mars    | @ Brooklyn    | D 98-126  | Devin Booker (28)    | Chriss, Len (11)   | Tyler Ulis (12)   | Barclays Center            | 22 - 50 |
| 73    | 24 mars    | @ Boston      | D 120-130 | Devin Booker (70)    | Alan Williams (14) | Jared Dudley (10) | TD Garden                  | 22 - 51 |
| 74    | 26 mars    | @ Charlotte   | D 106-120 | Devin Booker (23)    | Alan Williams (11) | Tyler Ulis (9)    | Spectrum Center            | 22 - 52 |
| 75    | 28 mars    | @ Atlanta     | D 91-95   | T. J. Warren (24)    | Trois joueurs (8)  | Tyler Ulis (10)   | Philips Arena              | 22 - 53 |
| 76    | 30 mars    | L.A. Clippers | D 118-124 | Devin Booker (33)    | T. J. Warren (10)  | Tyler Ulis (13)   | Talking Stick Resort Arena | 22 - 54 |

| Match | Date match | Équipe        | Score     | Meilleur marqueur   | Meilleur rebondeur   | Meilleur passeur | Lieux Spectateurs          | Série   |
| ----- | ---------- | ------------- | --------- | ------------------- | -------------------- | ---------------- | -------------------------- | ------- |
| 77    | 1er avril  | @ Portland    | D 117-130 | Devin Booker (31)   | Marquese Chriss (13) | Devin Booker (7) | Moda Center                | 22 - 55 |
| 78    | 2 avril    | Houston       | D 116-123 | Tyler Ulis (34)     | Alex Len (12)        | Ulis, Booker (9) | Talking Stick Resort Arena | 22 - 56 |
| 79    | 5 avril    | Golden State  | D 111-120 | Devin Booker (21)   | Alan Williams (17)   | Ulis, Dudley (6) | Talking Stick Resort Arena | 22 - 57 |
| 80    | 7 avril    | Oklahoma City | V 120-99  | Devin Booker (37)   | T. J. Warren (16)    | Tyler Ulis (5)   | Talking Stick Resort Arena | 23 - 57 |
| 81    | 9 avril    | Dallas        | V 124-111 | Warren, Booker (21) | Alex Len (10)        | Tyler Ulis (10)  | Talking Stick Resort Arena | 24 - 57 |
| 82    | 11 avril   | @ Sacramento  | D 104-129 | Tyler Ulis (27)     | Alan Williams (11)   | Tyler Ulis (6)   | Golden 1 Center            | 24 - 58 |

### Confrontations en saison régulière
| Conférence Est      | Conférence Est                            | Conférence Est                            | Conférence Ouest                          | Conférence Ouest                           | Conférence Ouest                           | Conférence Ouest                           | Conférence Ouest                           |
| Division Atlantique | Division Atlantique                       | Division Atlantique                       | Division Nord-Ouest                       | Division Nord-Ouest                        | Division Nord-Ouest                        | Division Nord-Ouest                        | Division Nord-Ouest                        |
| Équipe              | Domicile                                  | Extérieur                                 | Équipe                                    | Domicile                                   | Domicile                                   | Extérieur                                  | Extérieur                                  |
| ------------------- | ----------------------------------------- | ----------------------------------------- | ----------------------------------------- | ------------------------------------------ | ------------------------------------------ | ------------------------------------------ | ------------------------------------------ |
| Boston              | 109-106                                   | 120-130                                   | Denver                                    | 114-120                                    | 112-123                                    | 104-120                                    | 120-127                                    |
| Brooklyn            | 104-122                                   | 98-126                                    | Minnesota                                 | 85-98                                      | 111-112                                    | 108-115                                    |                                            |
| New York            | 113-111 (OT)                              | 107-105                                   | Oklahoma City                             | 118-111                                    | 120-99                                     | 110-113 (OT)                               | 101-114                                    |
| Philadelphie        | 123-116                                   | 105-120                                   | Portland                                  | 118-115                                    | 101-110                                    | 121-124                                    | 117-130                                    |
| Toronto             | 99-91                                     | 115-103                                   | Utah                                      | 105-112                                    | 101-106                                    | 86-91                                      |                                            |
|                     | 4–1                                       | 2–3                                       |                                           | 3–7                                        | 3–7                                        | 0–8                                        | 0–8                                        |
| Division            | 6–4                                       | 6–4                                       | Division                                  | 3–15                                       | 3–15                                       | 3–15                                       | 3–15                                       |
| Division Atlantique | Division Atlantique                       | Division Atlantique                       | Division Nord-Ouest                       | Division Nord-Ouest                        | Division Nord-Ouest                        | Division Nord-Ouest                        | Division Nord-Ouest                        |
| Équipe              | Domicile                                  | Extérieur                                 | Équipe                                    | Domicile                                   | Domicile                                   | Extérieur                                  | Extérieur                                  |
| Chicago             | 115-97                                    | 121-128 (OT)                              | Golden State                              | 100-106                                    | 111-120                                    | 120-133                                    | 109-138                                    |
| Cleveland           | 116-120                                   | 103-118                                   | L.A. Clippers                             | 114-124                                    | 118-124                                    | 98-116                                     | 98-709                                     |
| Detroit             | 107-100                                   | 95-112                                    | L.A. Lakers                               | 137-101                                    | 110-122                                    | 108-119                                    | 119-115                                    |
| Indiana             | 94-109                                    | 116-96                                    |                                           |                                            |                                            |                                            |                                            |
| Milwaukee           | 112-137                                   | 96-100                                    | Sacramento                                | 94-113                                     | 101-107                                    | 105-103                                    |                                            |
|                     | 2–3                                       | 1–4                                       |                                           | 1–7                                        | 1–7                                        | 2–5                                        | 2–5                                        |
| Division            | 3–7                                       | 3–7                                       | Division                                  | 3–12                                       | 3–12                                       | 3–12                                       | 3–12                                       |
| Division Atlantique | Division Atlantique                       | Division Atlantique                       | Division Nord-Ouest                       | Division Nord-Ouest                        | Division Nord-Ouest                        | Division Nord-Ouest                        | Division Nord-Ouest                        |
| Équipe              | Domicile                                  | Extérieur                                 | Équipe                                    | Domicile                                   | Domicile                                   | Extérieur                                  | Extérieur                                  |
| Atlanta             | 109-107                                   | 91-95                                     | Dallas                                    | 108-113                                    | 124-111                                    | 102-95                                     | 100-98                                     |
| Charlotte           | 120-103                                   | 106-120                                   | Houston                                   | 111-125                                    | 116-123                                    | 115-131                                    | 102-133                                    |
| Miami               | 99-90                                     | 97-112                                    | Memphis                                   | 96-115                                     |                                            | 91-110                                     | 112-130                                    |
| Orlando             | 103-109                                   | 92-87                                     | La Nouvelle-Orléans                       | 119-120 (OT)                               | 108-110                                    | 112-111 (OT)                               | 106-111                                    |
| Washington          | 127-131                                   | 101-106                                   | San Antonio                               | 92-107                                     | 108-105                                    | 98-119                                     |                                            |
|                     | 3–2                                       | 1–4                                       |                                           | 2–7                                        | 2–7                                        | 3–6                                        | 3–6                                        |
| Division            | 4-6                                       | 4-6                                       | Division                                  | 5–13                                       | 5–13                                       | 5–13                                       | 5–13                                       |
| Conférence          | 13–17 (Domicile : 9–6; Extérieur: 4–11)   | 13–17 (Domicile : 9–6; Extérieur: 4–11)   | Conférence                                | 11–40 (Domicile : 6–21 ; Extérieur : 5–19) | 11–40 (Domicile : 6–21 ; Extérieur : 5–19) | 11–40 (Domicile : 6–21 ; Extérieur : 5–19) | 11–40 (Domicile : 6–21 ; Extérieur : 5–19) |
| Total               | 24–57 (Domicile : 15–26; Extérieur: 9–31) | 24–57 (Domicile : 15–26; Extérieur: 9–31) | 24–57 (Domicile : 15–26; Extérieur: 9–31) | 24–57 (Domicile : 15–26; Extérieur: 9–31)  | 24–57 (Domicile : 15–26; Extérieur: 9–31)  | 24–57 (Domicile : 15–26; Extérieur: 9–31)  | 24–57 (Domicile : 15–26; Extérieur: 9–31)  |

## Classements
| Conférence Ouest | Conférence Ouest                | Conférence Ouest | Conférence Ouest | Conférence Ouest | Conférence Ouest | Conférence Ouest | Conférence Ouest |
| No               | Franchise                       | Vic.             | Def.             | MJ               | MR               | V/D              | GB               |
| ---------------- | ------------------------------- | ---------------- | ---------------- | ---------------- | ---------------- | ---------------- | ---------------- |
| 1                | Warriors de Golden State        | 67               | 15               | 82               | 0                | .817             | -                |
| 2                | Spurs de San Antonio            | 61               | 21               | 82               | 0                | .744             | 6                |
| 3                | Rockets de Houston              | 55               | 27               | 82               | 0                | .671             | 12               |
| 4                | Clippers de Los Angeles         | 51               | 31               | 82               | 0                | .622             | 16               |
| 5                | Jazz de l'Utah                  | 51               | 31               | 82               | 0                | .622             | 16               |
| 6                | Thunder d'Oklahoma City         | 47               | 35               | 82               | 0                | .573             | 20               |
| 7                | Grizzlies de Memphis            | 43               | 39               | 82               | 0                | .524             | 24               |
| 8                | Trail Blazers de Portland       | 41               | 41               | 82               | 0                | .500             | 26               |
|                  |                                 |                  |                  |                  |                  |                  |                  |
| 9                | Nuggets de Denver               | 40               | 42               | 82               | 0                | .488             | 27               |
| 10               | Pelicans de La Nouvelle-Orléans | 34               | 48               | 82               | 0                | .415             | 33               |
| 11               | Mavericks de Dallas             | 33               | 49               | 82               | 0                | .402             | 34               |
| 12               | Kings de Sacramento             | 32               | 50               | 82               | 0                | .390             | 35               |
| 13               | Timberwolves du Minnesota       | 31               | 51               | 82               | 0                | .378             | 36               |
| 14               | Lakers de Los Angeles           | 26               | 56               | 82               | 0                | .317             | 41               |
| 15               | Suns de Phoenix                 | 24               | 58               | 82               | 0                | .293             | 43               |

| Division Pacifique       | V  | D  | MJ | V/D  | GB | Dom   | Ext   | Div  | Conf  |
| ------------------------ | -- | -- | -- | ---- | -- | ----- | ----- | ---- | ----- |
| Warriors de Golden State | 67 | 15 | 82 | .817 | -  | 36-5  | 31-10 | 14-2 | 42-10 |
| Clippers de Los Angeles  | 51 | 31 | 82 | .622 | 16 | 29-12 | 22-19 | 10-6 | 31-21 |
| Kings de Sacramento      | 32 | 50 | 82 | .390 | 35 | 17-24 | 15-26 | 7-9  | 21-31 |
| Lakers de Los Angeles    | 26 | 56 | 82 | .317 | 41 | 17-24 | 9-32  | 6-10 | 16-36 |
| Suns de Phoenix          | 24 | 58 | 82 | .293 | 43 | 15-26 | 9-32  | 3-13 | 11-41 |

## Effectif actuel
| Suns de Phoenix Effectif actuel |    |                        |                    |                      |
| Entraîneur : Earl Watson        |    |                        |                    |                      |
| Meneur                          | 2  | Drapeau des États-Unis | Eric Bledsoe (C)   | Kentucky             |
| Arrière                         | 1  | Drapeau des États-Unis | Devin Booker       | Kentucky             |
| Pivot                           | 4  | Drapeau des États-Unis | Tyson Chandler     | Dominguez HS         |
| Ailier                          | 3  | Drapeau des États-Unis | Jared Dudley       | Boston College       |
| Arrière                         | 23 | Drapeau des États-Unis | John Jenkins       | Vanderbilt           |
| Meneur                          | 11 | Drapeau des États-Unis | Brandon Knight (C) | Kentucky             |
| Pivot                           | 21 | Drapeau de l'Ukraine   | Alex Len           | Maryland             |
| Ailier                          | 17 | Drapeau des États-Unis | P. J. Tucker       | Texas                |
| Ailier                          | 12 | Drapeau des États-Unis | T. J. Warren       | North Carolina State |
| Ailier                          | 15 | Drapeau des États-Unis | Alan Williams      | Santa Barbara        |
| Arrière                         | 19 | Drapeau du Brésil      | Leandro Barbosa    | Brésil               |
| Ailier, Ailier fort             | 35 | /                      | Dragan Bender      | Croatie              |
| Ailier fort                     | 0  | Drapeau des États-Unis | Marquese Chriss    | Washington           |
| Meneur                          | 8  | Drapeau des États-Unis | Tyler Ulis         | Kentucky             |
| Ailier                          | 10 | Drapeau des États-Unis | Derrick Jones Jr.  | UNLV                 |
| (C) Capitaine - Blessé          |    |                        |                    |                      |

## Contrats et salaires 2016-2017
| Joueur          | Poste      | Âge        | Exp        | Contrat                | Salaire 2015-2016 | Fin du contrat |
| --------------- | ---------- | ---------- | ---------- | ---------------------- | ----------------- | -------------- |
| Joueurs actuels |            |            |            |                        |                   |                |
| Eric Bledsoe    | PG         | 26         | 6          | 70 000 000 $ sur 5 ans | 14 000 000 $      | 2019           |
| Devin Booker    | SG         | 20         | 1          | 4 351 440 $ sur 2 ans  | 2 223 600 $       | 2017 (T)       |
| Tyson Chandler  | C          | 34         | 15         | 52 000 000 $ sur 4 ans | 12 415 000 $      | 2019           |
| Jared Dudley    | PF         | 30         | 9          | 30 000 000 $ sur 3 ans | 9 569 378 $       | 2019           |
| Archie Goodwin  | SG         | 22         | 3          | 5 430 929 $ sur 4 ans  | 2 094 089 $       | 2017           |
| John Jenkins    | SG         | 25         | 4          | 3 200 000 $ sur 3 ans  | 1 050 961 $*      | 2018           |
| Brandon Knight  | PF         | 25         | 5          | 70 000 000 $ sur 5 ans | 12 606 250 $      | 2020           |
| Alex Len        | C          | 23         | 3          | 15 773 381 $ sur 4 ans | 4 823 621 $       | 2017'          |
| P. J. Tucker    | SF         | 31         | 5          | 16 500 000 $ sur 3 ans | 5 300 000 $       | 2017           |
| T. J. Warren    | SF         | 23         | 2          | 6 123 120 $ sur 3 ans  | 2 128 920 $       | 2017 (T)       |
| Alan Williams   | PF         | 23         | 1          | 958,033 $ sur 2 ans    | 874,636 $*        | 2017           |
| Joueurs coupés  |            |            |            |                        |                   |                |
| Michael Beasley | SF         | 26         | 7          | -                      | 777,777 $         | -              |
|                 |            |            |            |                        |                   |                |
| Total           | Total      | Total      | Total      | Total                  | 67 864 232 $      | Différence     |
| Salary Cap      | Salary Cap | Salary Cap | Salary Cap | Salary Cap             | 94 143 000 $      | 26 278 768 $   |
| Luxury Tax      | Luxury Tax | Luxury Tax | Luxury Tax | Luxury Tax             | 113 287 000 $     | 45 422 768 $   |

- 2017 = Joueur agent libre en fin de saison.
- 2017 = Joueur agent libre restreint en fin de saison.
- 2017 (T) = Joueur ayant une option d'équipe en fin de saison.

## Transferts

### Échanges
| Juin         | Juin                                                                             | Juin | Juin                   |
| ------------ | -------------------------------------------------------------------------------- | --- | ---------------------- |
| 24 juin 2016 | Échange à deux équipes                                                           | Échange à deux équipes | Échange à deux équipes |
| 24 juin 2016 | Vers Suns de Phoenix - Droits sur le 8e choix de la Draft 2016 : Marquese Chriss | Vers Kings de Sacramento - Droits sur Bogdan Bogdanović - Droits sur le 13e choix de la Draft 2016 : Yórgos Papayiánnis - Droits sur le 28e choix de la Draft 2016 : Skal Labissière - Second tour de draft 2020 | [ 2 ]                  |

### Départs
¹ Il s'agit de l’équipe pour laquelle le joueur a signé après son départ, il a pu entre-temps changer d'équipe ou encore de pays.